# Madeleine Chenevière
Madeleine Chenevière (Genève, 5 augustus 1884 - aldaar, 29 augustus 1972) was de oprichtster van de Zwitserse afdeling van de Young Women’s Christian Association (YWCA).

## Biografie
Madeleine Chenevière was een dochter van Edouard Chenevière, een gynaecoloog, en van Adèle Brocher. Vanaf 1915 was ze als vrijwilligster actief binnen de Geneefse afdeling van de Young Women’s Christian Association (YWCA). In 1926 richtte ze een Zwitserse nationale afdeling van deze internationale organisatie op onder de naam Christlicher Verein Junger Frauen/Union chrétienne féminine. Ze bleef tot 1946 voorzitster van deze organisatie en richtte in 1931 mee een Duitstalige afdeling op. Ze was tevens bevriend met de secretarissen-generaal van de YWCA. In 1930 vestigde de YWCA haar hoofdzetel in Chenevière's thuisstad Genève.
- Gemeinsame Normdatei: 1080092803
- Historisch woordenboek van Zwitserland: 043104
- Virtual International Authority File: 73145003283661300826